# Бухта Экспедиции
Бу́хта Экспеди́ции — бухта в Хасанском районе Приморского края России, в северо-западной части залива Посьета. Площадь поверхности — 91,8 км².

## Название
Бухта была открыта экипажем фрегата «Паллада» в 1854 году и названа бухта Западная. Летом 1859 года получила своё нынешнее название в память о встрече двух экспедиций: морской, во главе с генерал-губернатором Восточной Сибири Н. Н. Муравьёвым-Амурским, и топографической, под руководством подполковника К. Ф. Будогосского.

## География
Бухта Экспедиции расположена к северо-западу от косы Назимова, которая отделяет её от бухты Рейд Паллада. Южным входным мысом бухты является мыс Назимова, северным — мыс Шелеха. Берега бухты, в основном низкие, покрыты травой и кустарниками и прорезаны небольшими речками.
На низменных берегах бухты имеются грязевые пляжи. Заболоченная местность примыкает к бухте на значительном протяжении её береговой линии.
В бухту Экспедиции впадают реки Гладкая и Цукановка.